# Colicina E3
La colicina è una citotossina prodotta da alcuni batteri intestinali e attiva in modo assai specifico verso batteri dello stesso ceppo. Le colicine si comportano da antigeni e la loro attività antibatterica è distrutta dagli enzimi proteolitici.
La citossina colicina E3 agisce sulla subunità 30S dei ribosomi batterici e in modo specifico si lega al 16 rRNa nel centro di decodifica, inibendo quindi la traduzione.